# 1853年大彗星
1853年大彗星（Great Comet of 1853），正式命名為C/1853 L1，是一顆1853年肉眼可見的彗星。由於其非凡的亮度，它被認為是大彗星之一。

## 觀測史
1853年6月10日至11日夜間，恩斯特·弗里德里希·威廉·克林克富斯（Ernst Friedrich Wilhelm Klinkerfues）在哥廷根天文台發現了這顆彗星，當時它還是一個非常黯淡的天體，距離地球超過2個天文單位。第二天晚上，他證實了他的發現。
儘管如此，這顆彗星在6月和7月期間受到望遠鏡的密切觀測，直到8月初肉眼可見，亮度約為 5-6等。8月19日，亮度已經增加到2-3等，並且出現了幾度長的尾巴。到了8月底，彗星亮度已增至0等，尾長達12.5°。
8月30日，奧洛穆茨的約翰·弗里德里希·尤利烏斯·施密特成功地用望遠鏡在白天天空中距太陽約15°的地方觀察到了這顆彗星，並持續觀察到9月4日，當時彗星在8點左右最接近太陽。9月3日，老約翰·哈特納普 (John Hartnup Sr.) 也成功地在利物浦觀測到了白天天空中的彗星。
此時，這顆彗星已經在太陽以南的天空中，因此從9月12日起，南半球的觀測者也可以在早晨的天空中看到彗星。到9月中旬，彗星亮度已降至2等，尾長也降至 5°。隨後彗星迅速變暗，從十月中旬開始肉眼就看不見了。最後一次定位於1854年1月10日由好望角皇家天文台完成，並在第二天晚上進行了最後一次觀測。
這顆彗星在白天天空中出現時達到了至少-1等的最大亮度。